# Барліг

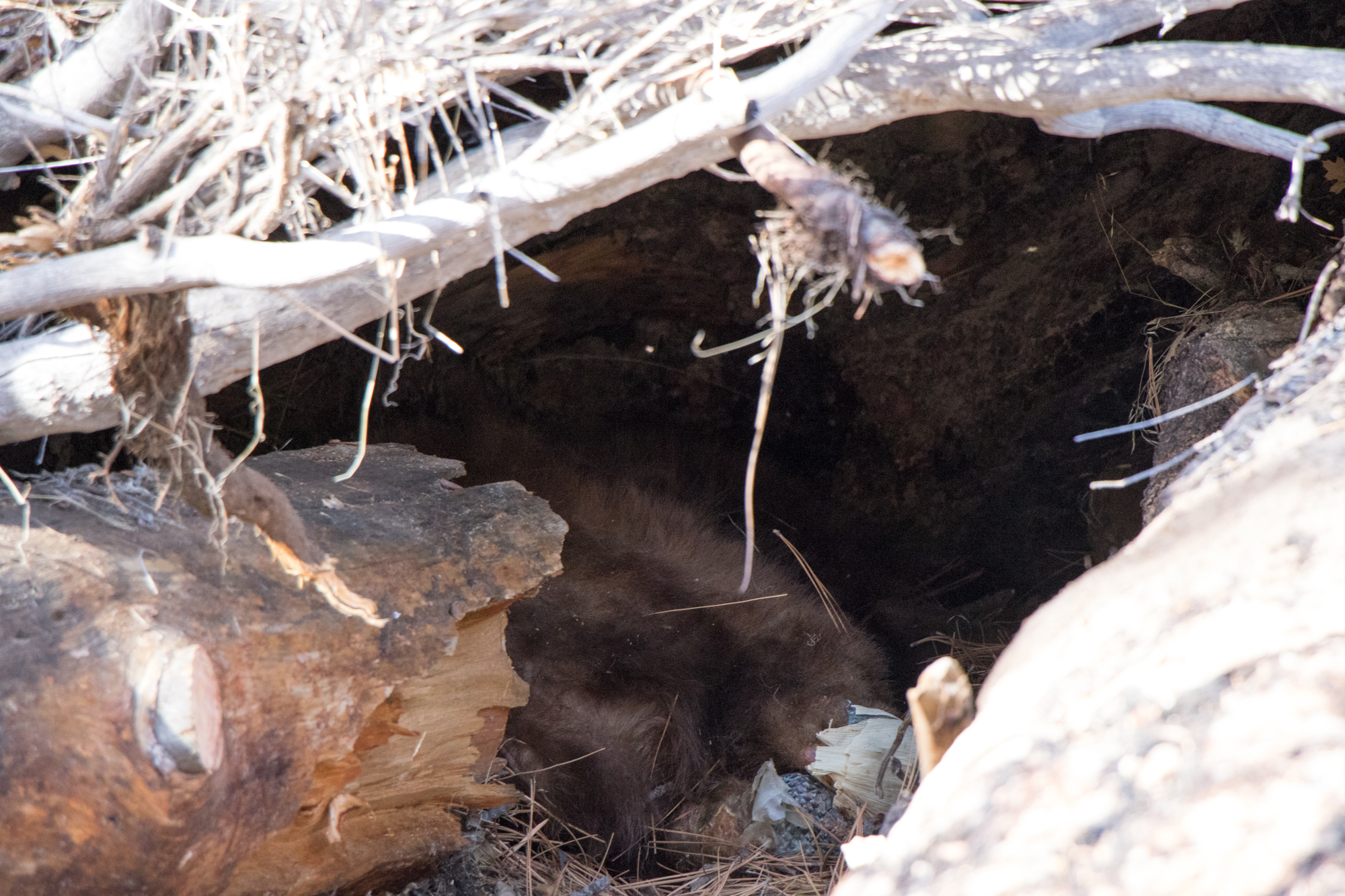
Ursus americanus у лігві під час денного відпочинку

Барлі́г, ґа́вра — лігво великих диких тварин, як-от, ведмедя, свині й подібне. Найчастіше це слово вживають для опису місця зимової сплячки ведмедя.
Слово походить від прасл. *bьrlogъ, bьrloga, очевидно, утвореного за допомогою суфікса *-og від основи *bьrl-, для якої відновлюється значення «бруд» (пор. пол. bardlić — «бруднити», серб. брљав — «брудний», лит. burlas — «бруд», грец. φορύνω — «перемішую, забруднюю»). Окрім того, *bьrlogъ, bьrloga може розглядатися як поєднання основ *bьrl- та *log-/leg- (пор. лігво). Звук /а/ на місці *ь міг виникнути під впливом баруля («барліг»), бара («болото»). У польській barłóg — «денне ведмеже або кабаняче лігвище», у хорватській brlog — «лігвище свиней»; для українського слова барліг відоме також значення «болото, калюжа». Необґрунтованим є припущення про зв'язок слов'янського слова з нім. Bärenloch, а також спроби його розкладу на *bьr («бурий», пор. лит. beras та нім. Bär) і log-.
У західноукраїнських діалектах ведмежий барліг називають ґавра (від рум. gaura). З української цю назву запозичено до польської мови.